# Медицинска информатика
Медицинска информатика, още като здравна информатика, информатика в здравеопазването, клинична информатика и биомедицинска информатика e междудисциплинарна област, свързваща информатиката, компютърните науки, медицината и здравеопазването. Програмни продукти се използват и в алтернативната медицина и клинична практика, виж например за употреба в хомеопатията – програмно обезпечаване в хомеопатията.
Исторически, използването на информатика в медицината датира още в зората на компютрите, през 50-те с приложението на компютри в денталната област и по-късно през 60-те на 20 век със създаването на диагностични и други програми .
Свързан с медицинската информатика термин е електронното здравеопазване или също като информационно здравеопазване (еЗдраве), относително нов термин за приложението на електронни процеси в медицинската практика, особено когато става дума за публично поддържани здравни системи.